# Fernando de Mendoza y Mate de Luna
Fernando de Mendoza y Mate de Luna (Cádiz, España, 1620 – Santiago, Capitanía General de Chile, 1692) fue un militar español  que vivió durante el siglo XVII. Se desempeñó como gobernador y capitán general de la Isla de Margarita hasta 1654 y posteriormente fue gobernador del Tucumán entre 1681 y 1686. Bajo este último cargo, fundó la actual ciudad argentina de San Fernando del Valle de Catamarca, el 5 de julio de 1683. Además, en 1685, llevó a cabo el traslado de la ciudad de San Miguel de Tucumán desde Ibatín a su ubicación actual. Posteriormente fue alcalde de Santiago de Chile hasta su fallecimiento en 1692.

## Biografía
Fernando de Mendoza y Mate de Luna nació en Cádiz en 1610. Fueron sus padres Pedro Mate de Luna y Tomasina Cordova de los Ríos; apellidos muy relacionados con la nobleza española y en particular a los procesos históricos americanos. Caballero de la nobleza y destacado en las guerras, fue gobernador y capitán general de la Isla de Margarita hasta 1654.
Designado gobernador del Tucumán en 1681, fue quien trasladó la ciudad de Londres, fundando la ciudad de San Fernando del Valle de Catamarca.
Poco tiempo antes de abandonar la Gobernación del Tucumán, contrajo matrimonio en Santiago de Chile con la señorita María Irarrázabal, distinguida dama chilena y por intermedio de la cual heredó un importante patrimonio, integrado por casas y fundos en la ciudad y otros lugares de la gobernación. De este matrimonio nacieron varios hijos: Nicolás, María Antonia, Ana María y Pedro.
En Chile, fue vecino respetable y varias veces elegido para integrar el Cabildo de Santiago. Falleció en esa ciudad en el año 1692.

## Gobierno del Tucumán (1681-1686)
Cuando llegó al gobierno advirtió la difícil situación de la región a raíz de los levantamientos de los aborígenes y llegó a la conclusión de que la mejor forma de enfrentar el problema era someterlos a través de la conquista evangélica. Para ello eligió a dos misioneros jesuitas, los padres Pedro y Juan Antonio de Salinas. Comenzaron bien su labor en el Chaco logrando la reducción de varias tribus, pero los tobas y mocovíes los atacaron y les dieron muerte el 27 de octubre de 1683.
Si bien la campaña de represión a los indígenas estuvo a cargo de Antonio de Vera Mujica desde Santa Fe, el gobernador Mate de Luna le brindó toda su cooperación.
El gobernador también expuso al Cabildo Eclesiástico de Santiago del Estero la necesidad de vender los doce esclavos que pertenecían al Seminario, porque el mismo no existía en la práctica.
Mate de Luna fue uno de los que apoyó la idea del traslado del obispado a Córdoba.
En 1683 llevó a cabo una campaña para terminar con las borracheras y abusos con que concluían las fiestas de cofradías de los indígenas concurrentes.

### Fundación de San Fernando del Valle de Catamarca

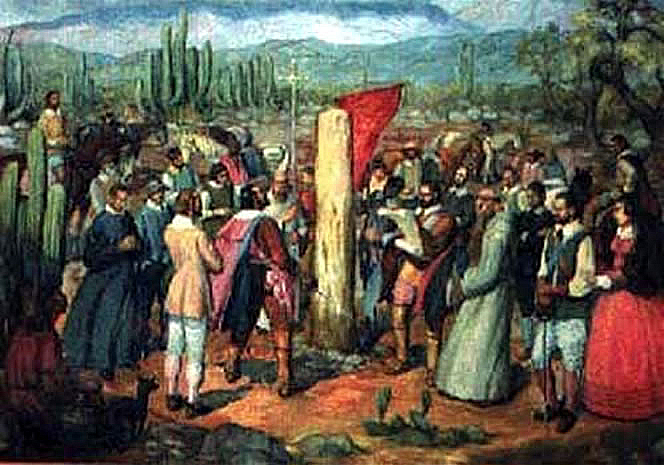
Fundación de San Fernando del Valle de Catamarca, el 5 de julio de 1683. (Óleo de Luis Varela Lezana)

Liberado de la tarea de represión a los aborígenes, Mendoza y Mate de Luna se dedicó a resolver la cuestión de la ciudad de Londres, cuya gente no terminaba de arraigarse en el lugar a donde estaba ubicada.
En mayo de 1683 llegó a la gobernación la Real cédula que autorizaba el traslado de San Juan Bautista de la Ribera de Londres al Valle de Catamarca. El 5 de julio de 1683, el gobernador Fernando de Mendoza y Mate de Luna fundó la ciudad de San Fernando del Valle de Catamarca en el Valle Central.
Mediante esa real cédula se creó la provincia de Catamarca, para lo cual debieron ceder partes de sus territorios Tucumán, La Rioja y Santiago del Estero. Su nombre Catamarca deriva del quechua y significa "fortaleza en la falda". Y el gobernador informó al rey que le había puesto a la ciudad San Fernando por haber llegado al valle el día 30 de mayo, festividad de ese santo.

### Otras medidas de gobierno
Puso sus mejores empeños en terminar la construcción de la Catedral de Santiago del Estero. En los primeros días del mes de octubre de 1686 se procedió a inaugurar la nueva Catedral.
En 1684 el gobernador escribió al rey informándole acerca del estado miserable del Tucumán y la causa de su ruina. Le hacía saber las disposiciones que había tomado para tratar de remediar esa situación.
En ese sentido, obligó a los encomenderos a fijar la residencia en la ciudad y no en sus encomiendas. De esa manera consiguió que se comenzaran a edificar nuevas viviendas en los solares que estaban vacíos, a la vez que provocó un aumento de la población española. En Santiago del Estero, capital de la gobernación, hizo limpiar la acequia real para llevar agua a la población y para el riego de las chacras.
Desde Salta, el 10 de mayo de 1685, Mendoza y Mate de Luna resolvió que la ciudad de Santiago del Estero goce de la posesión que había mantenido, hasta tanto el rey provea y mande otra cosa.
Por ese entonces, dos ciudades se destacaban en el Tucumán: Santiago del Estero como capital de la gobernación y como sede episcopal, y Córdoba por la prosperidad y el crecimiento que demostraba.

### Traslado de San Miguel de Tucumán
En 1684 hubo muchas calamidades en San Miguel de Tucumán. Azotó la ciudad una plaga de langostas y sobrevino una enorme sequía. Se averió el molino que servía al vecindario y comenzó a escasear la carne. El local del Cabildo fue abandonado por estar destechadas y caídas sus paredes, y pasó a sesionar en casas particulares. Mientras tanto, seguía acudiendo gente a La Toma.
El 4 de julio de 1685, dado el estado miserable de San Miguel de Tucumán, donde "no hay pared que se levante y luego se caiga", el Cabildo de la ciudad pidió al gobernador que hiciera efectiva la Cédula Real de la mudanza. Y desde Salta, el 18 de agosto, Mate de Luna dispuso que se haga la traslación de dicha ciudad en el sitio señalado. Encargó ejecutar la medida al teniente de gobernador, Miguel de Salas y Valdés, y advertía que sobre el problema ya no se admitiría "contradicción ninguna de ningún vecino".
En 1685 se mudó de lugar la ciudad de San Miguel de Tucumán a su sitio actual, después de haber estado 120 años en Ibatín, como centinela avanzado contra los calchaquíes. El 24 de septiembre de ese año, Salas y Valdés dio comienzo a su misión. Tomó cinco años llevar a cabo este traslado al nuevo asentamiento puesto que sus vecinos se resistían a ello.

## Personalidad y perfil
En el informe que elevó al rey de España el obispo del Tucumán, monseñor Nicolás de Ulloa, fechado en Córdoba el 6 de junio de 1682, cita a varios sacerdotes y funcionarios de la gobernación. Con referencia a Mate de Luna, expresó:

Del primero que se me ofrece informar, es dando las gracias a vuestra majestad del beneficio grande que hizo a esta provincia grande de enviarlo como gobernador al que nos asiste don Fernando Mendoza Mate de Luna, caballero de tales prendas y ejemplo, porque su vida no parece sino la de un eclesiástico muy perfecto. Es el ejemplo de la ciudad y últimamente con su proceder, sus repetidas comuniones y oraciones corrige la república con más eficacia que pudieran muchos regidores. Continuo celador de pecados públicos, sin tener mas ansias que procurarlos evitar en todos los medios posibles de suavidad y templanza, sin faltar a las amenazas que conviene. Su limpieza es increíble: no parece un hombre de este siglo. En proponer ministros y tenientes, me consta la mucha que ha demostrado deseando sólo haya quien administre justicia. Su celo y prontitud en remediar los daños de la provincia y obedecer las ordenes de su majestad es increíble. Los medios son ninguno. Clama a vuestros virreyes y a vuestra audiencia de Chuquisaca, y yo que conozco su celo lo ayudo en todo lo que puedo. Tres o cuatro órdenes o cédulas de vuestra majestad que se parece se contradicen en el tiempo, lo han tenido y tienen en esta ciudad suspenso, a ver cual ha de acudir: la mudanza de la ciudad de Londres a Catamarca que tiene dispuesta, la junto de los tres gobernadores y de los tres obispos de estas provincias que como digo en otro lugar hemos prevenido...

Por su parte el padre Pedro Lozano, refiriéndose al fundador dijo: 

Fue Don Fernando Mendoza Mate de Luna, natural de Cadiz, caballero de muy notoria nobleza, que esmaltó con sus proezas en la guerra y ejemplo ilustre de virtud y prudencia en el gobierno.